# 有牙陰道

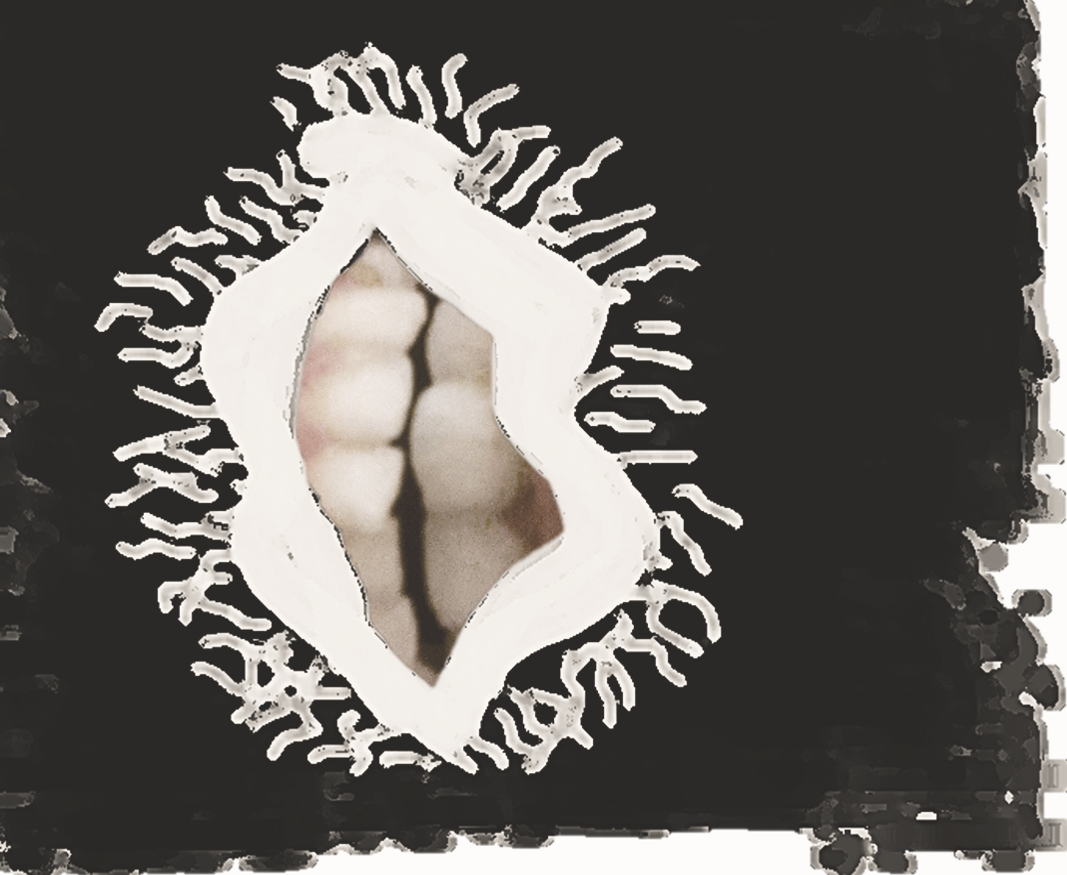
插畫性繪製的陰唇與陰毛，合成人類牙齒照片的示意圖

有牙陰道（拉丁語：Vagina dentata）存在於多個文化的民間傳說之中，是屬於警示性質的寓言。在心理分析學中，有牙陰道與男性潛意識中的閹割焦慮有關。

## 寓意
有牙陰道可能有以下意義：
- 象徵女性的性侵略性。
- 警告男性與陌生女子性交的危險。
- 嚇阻男性強姦女性的衝動意圖。

此外，已知雌性菜粉蝶的交尾囊裡有个叫做囊突（signum）的器官来把交配時從雄蝶接收的精荚「咬穿」，就好像有牙的陰道那樣。

## 民間傳說

### 印度
在印度中部 Bastar 地區的 Koelari 有一個關於有牙陰道的傳說：
Rakshasa 的女兒的陰道有牙齒，她原先是隻母老虎，與其他 10 至 12 隻老虎住在一起。當她看到男人時，便會變成漂亮的女孩，色誘他們，咬下他們的陰莖並吃下，並把屍體的其他部份餵老虎。
一天，她在叢林遇到了七兄弟；她與老大結婚，這樣她才能睡他們全部兄弟。不久，她把老大騙到她住的地方，當他們躺在一起時，她切斷他的陰莖並吃下，並把他的屍體餵老虎。
她用同樣的手法殺害了六兄弟，只剩下老幺。當老幺睡覺時，神明在夢中告訴他：「如果你要去見那個女孩，準備一根鐵管，放在她的陰道來折斷她的牙齒」。
那個男孩照神明的指示作了，而當老虎追來時，他爬上一棵芒果樹。那個女孩變得非常生氣。男孩詛咒她：「讓妳一無所有，只剩妳的臉」。詛咒生效，而她變成 Chamgedri ，一個只能從同一個洞吃飯、排泄、排尿和交配的怪物。
其中一顆芒果打開，而那男孩爬了進去。一隻鸚鵡抓住芒果逃離那個地方，並帶到一位印度王侯的王宮。當芒果落地時，那個男孩從果實中爬出來。在經歷無數的冒險後，他娶了王侯的女兒為妻。

### 台灣
在台灣原住民中，馬太鞍的阿美族與卑南族皆有類似故事。
在卑南族中，稱Diyangraw。
卑南社的蒂安洛（Diyangraw）因陰部有銳齒，造成兩任拉拉鄂斯族（Raranges）的丈夫慘死，父母認為其女不祥，即將她裝箱流放，後知本社的部落領袖西哈西浩救起，清除利牙後共結連理。
此傳說多散見於卑南神話書中，並未廣泛的在族人生活中流傳。

## 反強暴避孕套
在2005年，發明家 Sonette Ehlers 發明了 The Rapex，一種反強暴避孕套，可以裝置在女性陰道。這個產品內部有微小的倒鉤，可以黏在強暴者的陰莖上，而且只能用手術來移除這個裝置。Ehlers 說她是從有牙陰道的故事得到靈感。

## 流行文化
2007年美國電影《陰牙人》便以有牙陰道為主題，故事主角是擁有一個有牙陰道的女孩。